# Prelude to a Kiss (Ellington)
Prelude to a Kiss is een jazzstandard, in 1938 geschreven door bandleider Duke Ellington (muziek), en Irving Gordon en Irving Mills (tekst). Het nummer is na de eerste uitvoeringen door Ellington talloze malen uitgevoerd.
Volgens deskundigen heeft Ellington het nummer geschreven op basis van een melodie van saxofonist Otto Hardwick. De bandleider nam het voor het eerst met zijn orkest op op 9 augustus 1938, voor het label Brunswick. Ruim twee weken later volgde de tweede opname van het nummer, nu door Johnny Hodges and His Orchestra. Deze band werd geleid door Ellington-saxofonist Hodges en bestond verder uit andere leden van Ellingtons band, inclusief de maestro zelf (op piano). De zang bij die opname voor Vocalion werd verzorgd door Mary McHugh, eveneens voor Ellington actief. De instrumentale versie haalde de achttiende plaats op de Amerikaanse hitparade, de vocale kwam uiteindelijk op de dertiende plaats terecht. In de jaren daarna zou Ellington het nog vaak spelen en opnemen, meestal met altsaxofonist Johnny Hodges in de hoofdrol.
"Prelude to a Kiss", en dan met name de instrumentale versie, heeft zich na lange tijd ontwikkeld tot een jazz-klassieker. Het is gespeeld door musici uit het hele spectrum van de jazz, van mainstream-muzikanten tot en met de avant-garde van de jazz. Enkele namen en uitvoeringen:
- In 1948 nam saxofonist John Hardee een versie op
- In 1954 speelde Ben Webster (ex-Ellington) het nummer, begeleid door violen
- June Christy zong het in 1955 met het orkest van Stan Kenton
- In 1957 namen zowel Ella Fitzgerald als Sarah Vaughan een versie op
- Gitarist Wes Montgomery speelde het in 1963, met violen op de achtergrond
- In 1965 nam klarinettist Pee Wee Russell zijn versie op
- Pianist Hank Jones speelde het in 1976
- World Saxophone Quartet maakte in 1986 een plaat met Ellington-songs, waaronder 'Prelude to a Kiss'
- Ex-Blondie-zangeres Debbie Harry nam het in 1992 op voor de film 'Prelude to a Kiss'
- Roberta Flack zong het in 1994